# 聖彌額爾總領天使教堂 (考納斯)

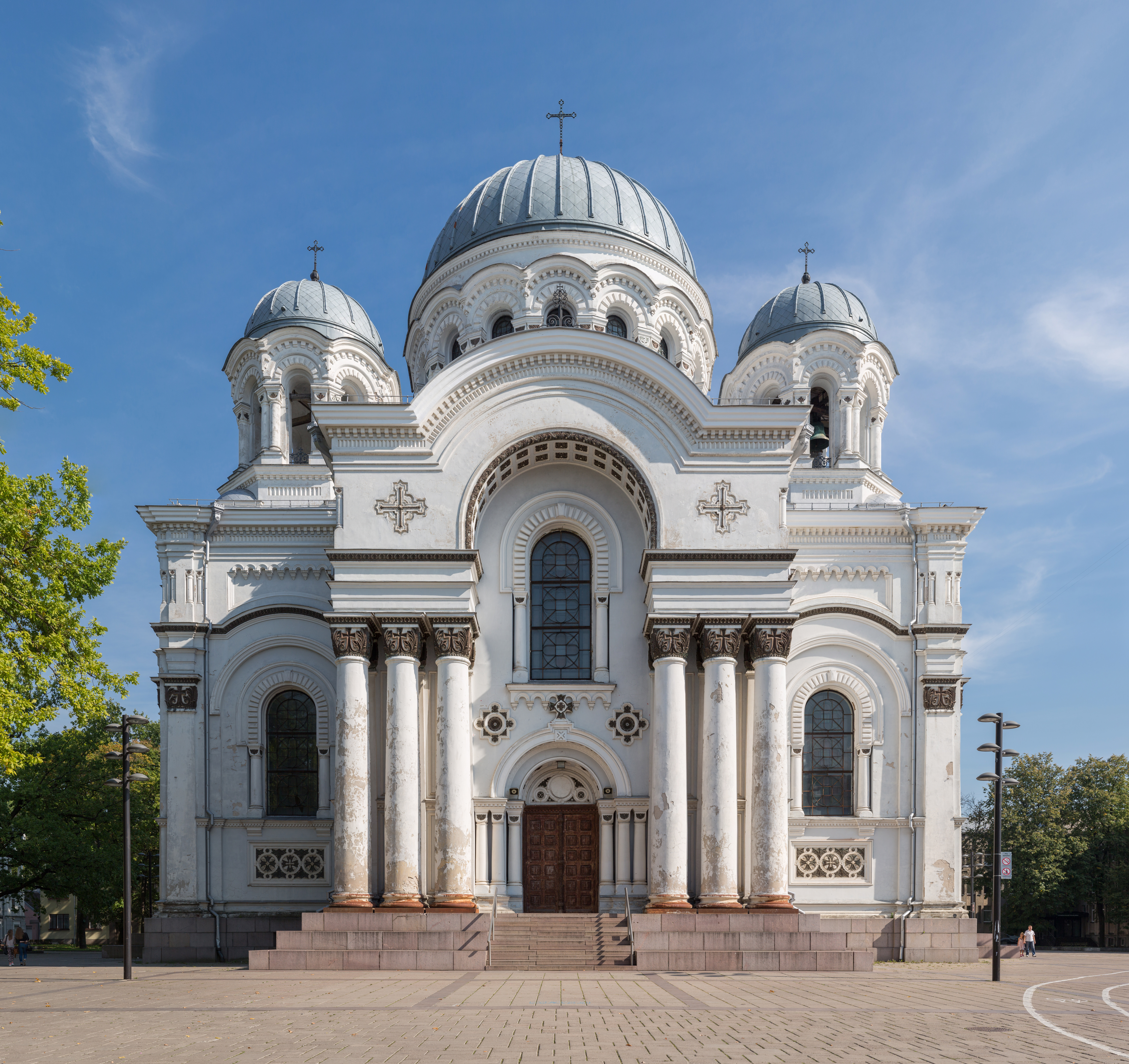
聖彌額爾總領天使教堂

聖彌額爾總領天使教堂是位於立陶宛城市考納斯的一座羅馬天主教的教堂。聖彌額爾總領天使教堂修建於1891年至1895年，當時立陶宛仍是俄羅斯帝國的一部分。

## 畫廊

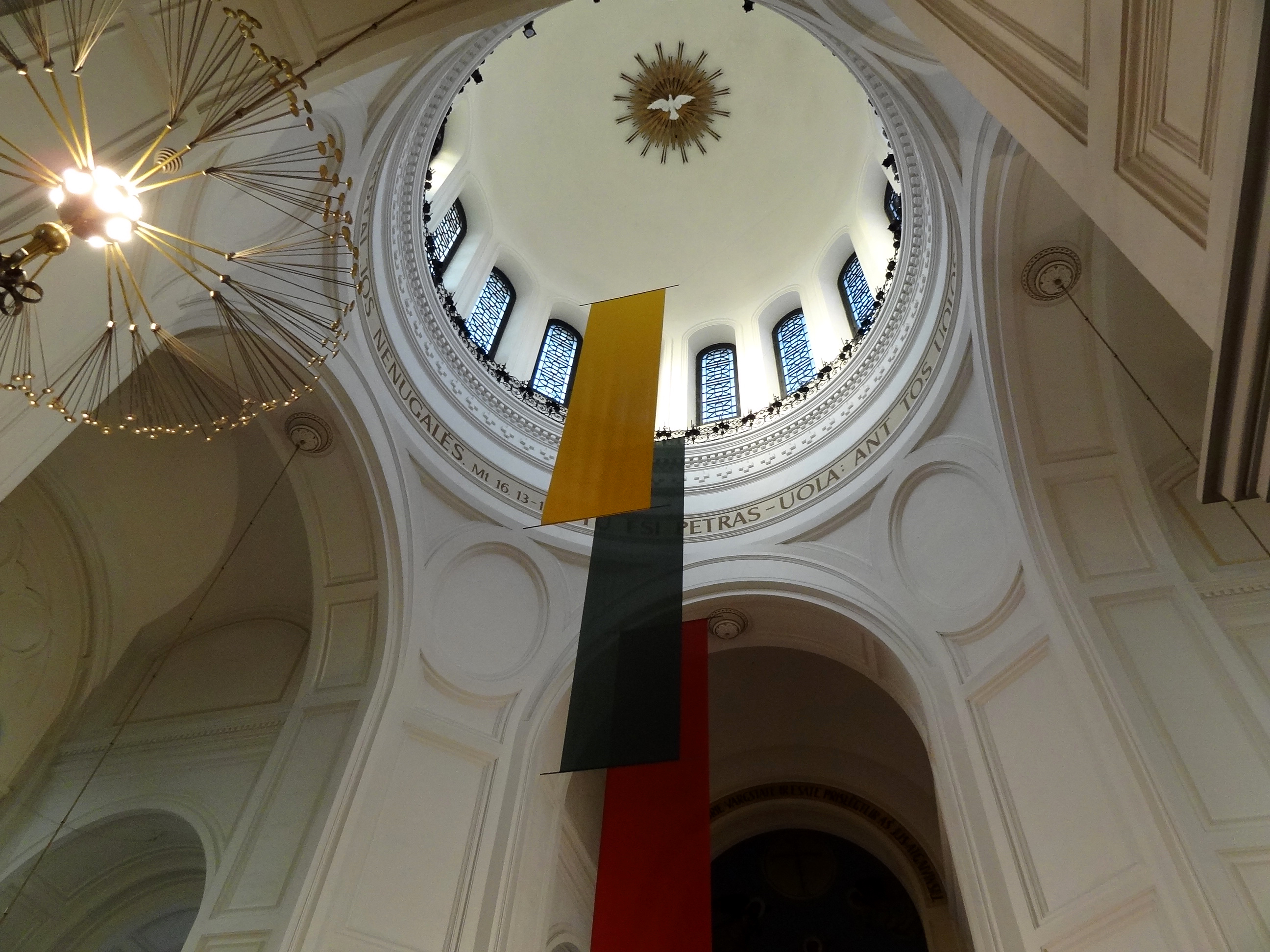
從內部的圓頂和立陶宛国旗子
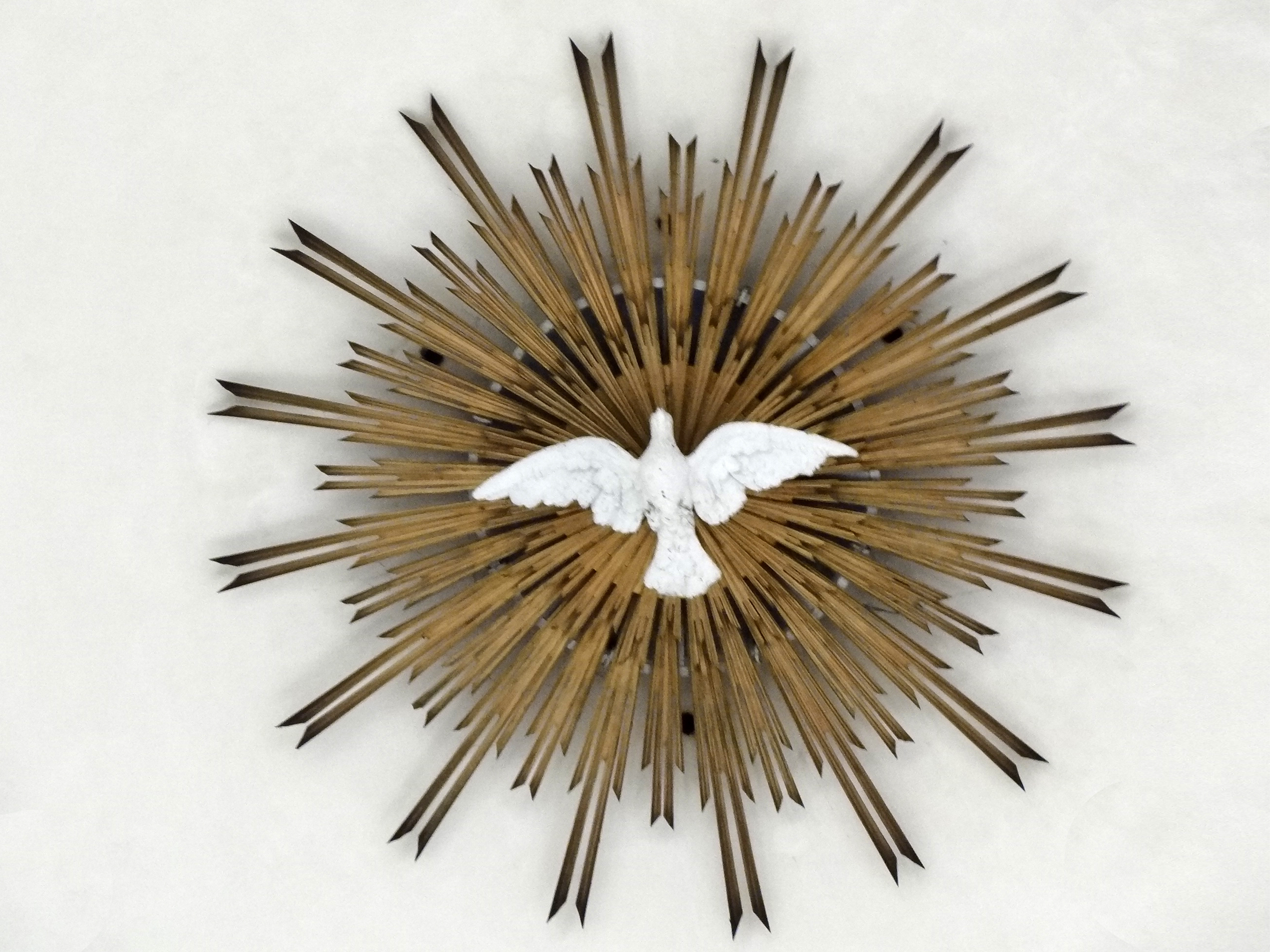
拱顶石
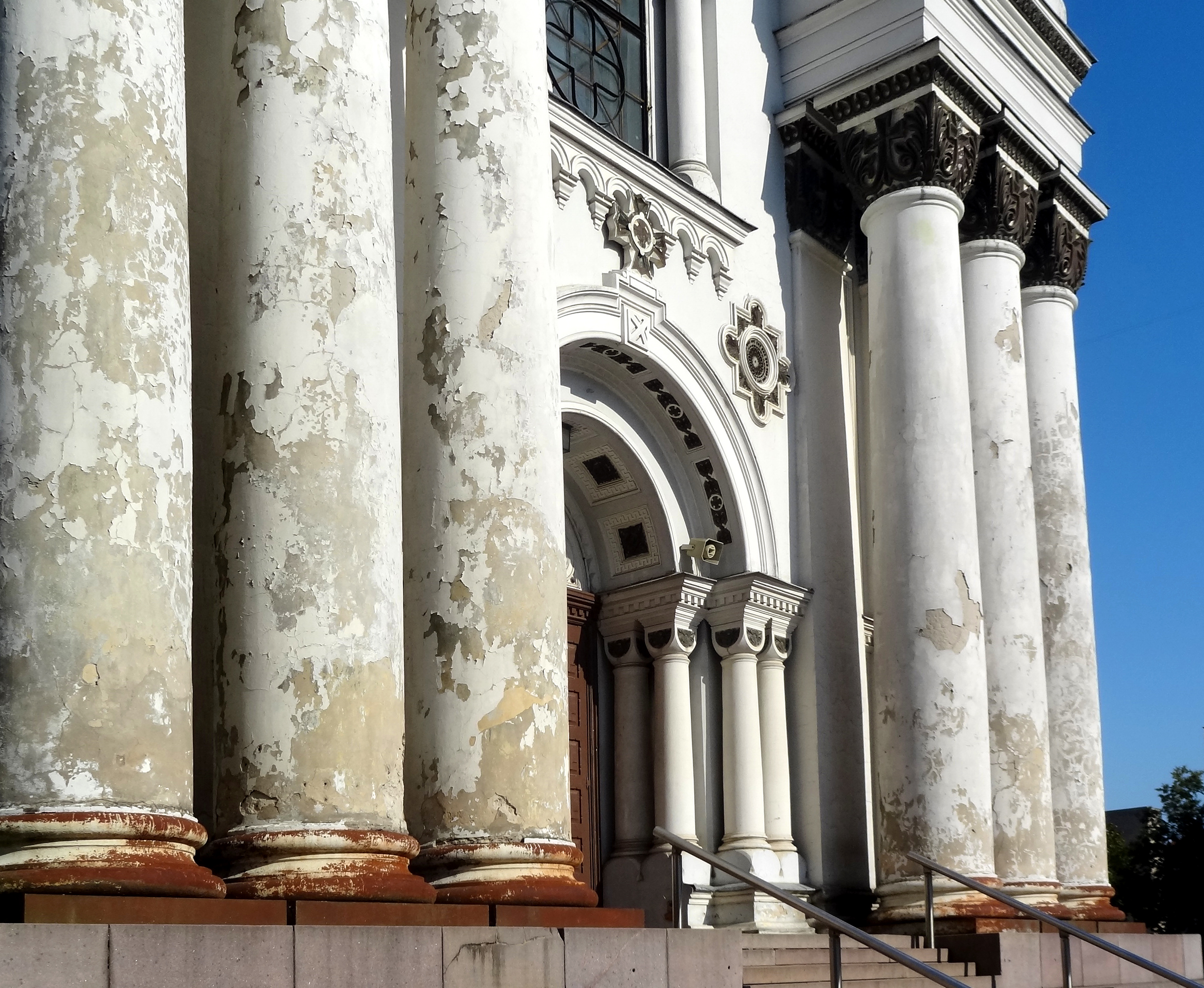
柱
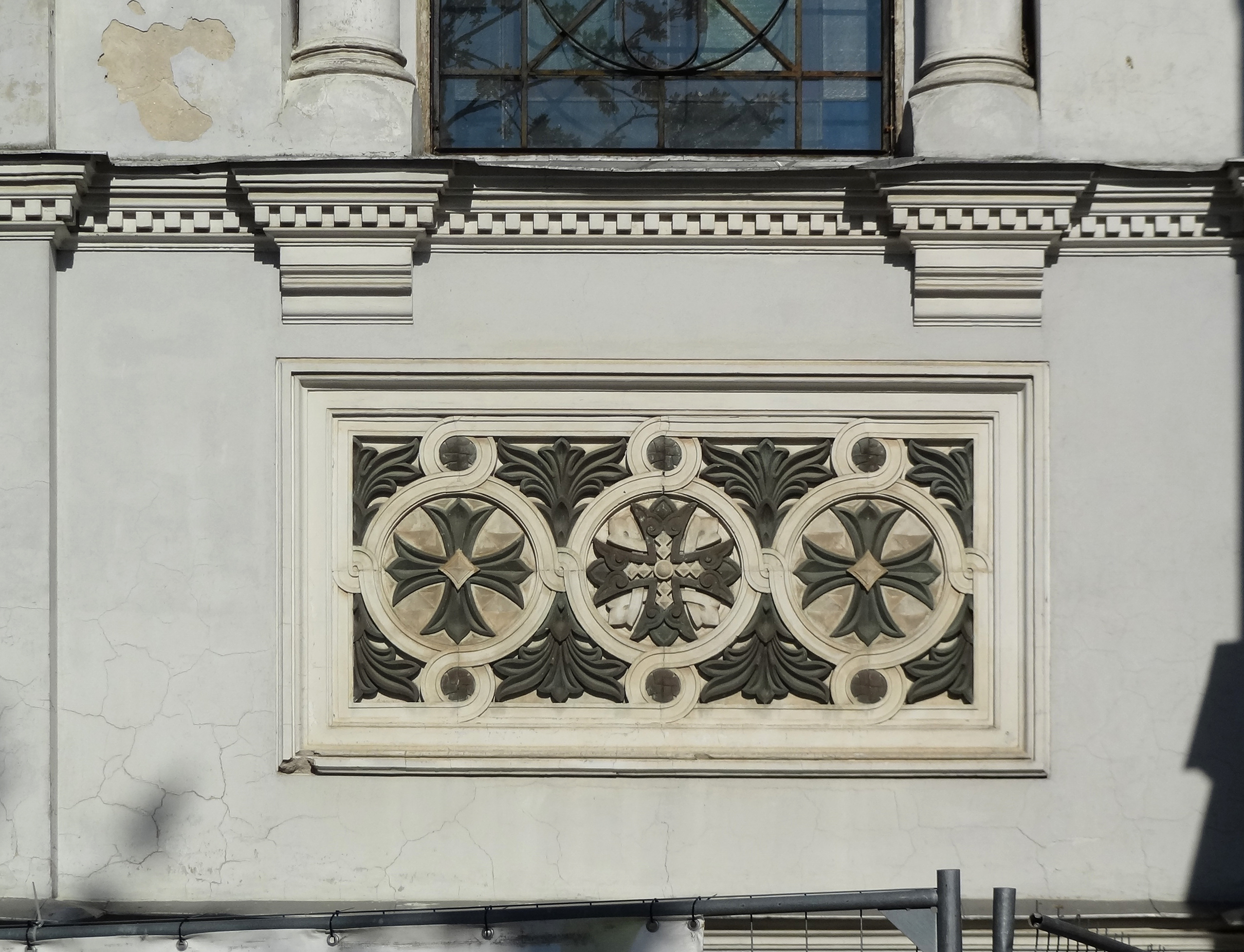
浮雕